# Can’t Blame a Girl for Trying
Can’t Blame a Girl for Trying ist die erste EP der US-amerikanischen Sängerin Sabrina Carpenter. Sie wurde am 8. April 2014 unter dem Label Hollywood Records veröffentlicht und enthält die Singles Can't Blame a Girl for Trying und The Middle of Starting Over.

## Hintergrund
Alle Songs der EP erschienen auch auf Carpenters erstem Studioalbum Eyes Wide Open, welches 2015 erschien.

## Singleauskopplungen
Die erste Single des Albums, Can't Blame a Girl for Trying, wurde am 14. März 2014 veröffentlicht. Das Musikvideo zu der Single folgte am 28. März 2014.
Die zweite Single The Middle of Starting Over wurde am 19. August 2014 veröffentlicht. Ein Musikvideo dazu erschien am 21. September 2014.

## Titelliste
| #  | Titel                         | Songwriting                                | Länge |
| -- | ----------------------------- | ------------------------------------------ | ----- |
| 1. | Can't Blame a Girl for Trying | Al Anderson, Meghan Trainor, Chris Gelbuda | 2:50  |
| 2. | The Middle of Starting Over   | Jim McGorman, Robb Vallier, Michelle Moyer | 3:31  |
| 3. | White Flag                    | Scott Harris, Cara Salimando, Kyle Dykstra | 3:18  |
| 4. | Best Thing I Got              | Julie Frost, John Gordon, Kyle Dykstra     | 3:16  |

## Erfolg
Die EP erreichte Platz 16 der US-amerikanischen Heatseekers Charts.